# Naima Dziria
Naima Dziria ou Naïma D'ziria (en arabe: نعيمة دزيرية), de son vrai nom Fatima-Zohra Graïmou, est une chanteuse algérienne de musique chaâbi et hawzi, née en 1968 à Kouba (Algérie).

## Biographie
Fatima-Zohra Graïmou est née le 27 juin 1968, à Kouba (Alger). Non voyante de naissance, elle suit l'enseignement de l'école des jeunes aveugles d'Alger puis intègre le conservatoire de musique de la même ville. Elle rejoint ensuite El Fakhardjia, célèbre association algéroise de musique arabo-andalouse. C'est en 1983 qu'elle est repérée pour la première fois après une participation au télé-crochet Alhan wa chabab.
Grâce à son mentor, Saïd El-Ghobrini, figure du chaâbi, elle enchaîne les succès dans les styles hawzi et chaâbi. Elle est également une star du nouveau genre musical citadin, dit Assimi (« venu d'Alger »), un mixte entre la musique arabo-andalouse algéroise et le chaabi qui s'impose dans l'ensemble du pays.

## Discographie
Ses principaux albums sont:
- El meknine ezzine
- Ana andi kalb
- El Chabka
- Mazalni Ala Didani
- Baâd el achera tebane enes